# Top Shop TV
A Top Shop TV egy termékeket bemutató és árusító, valamint a nap 24 órájában sugárzó televíziócsatorna, amely eleinte 2005-ben az RTL Klub televíziós vásárlási blokkjának első részében egészen 2008. február 15-ig, ezt követően ez év október 24-én kezdte meg önálló adását. A csatorna csak a T-Home (később: Telekom), a DIGI és a UPC Direct (később: Direct One) kínálatában volt fogható. 2012, február 28-án megszűnt.

## Az RTL Klubon
A műsorblokk 2005. október 12-én indult az RTL Klub csatornán. A Top Shop stúdiójában különböző vendégek próbálták ki a vállalat termékeit, akiket eleinte Barabás Éva és Nagy Zsolt (VV Leo) hívott meg, 2006. június 1-jén Barabás Évát Nyúl Zsuzsa a Z+ és a Viva TV műsorvezetője vette át, majd 2007. szeptember 17-től már csak VV Leo vezette a blokkot. A termékek bemutatásának a hossza eleinte 20 perc volt, aztán 2006. június 19-ével pedig 5 perccel, azaz 15 percre csökkent.

## 24 órás csatornaként
A 24 órás önálló csatorna több mint 8 hónappal az RTL Klub Televíziós vásárlási műsorblokkos megszűnését követően 2008. október 24-én indult, amely kizárólag a UPC Direct (jelenleg: Direct One) kínálatában volt fogható.